# Yukarıgöçmez, Patnos
Yukarıgöçmez là một xã thuộc huyện Patnos, tỉnh Ağrı, Thổ Nhĩ Kỳ. Dân số thời điểm năm 2011 là 1.964 người.